# Laure Sainclair
Pour les articles homonymes, voir Sinclair.
Laure Sainclair (nom de scène), née le 24 mai 1972 à Rennes, est une actrice pornographique et chanteuse française, vedette des productions Marc Dorcel dans la seconde moitié des années 1990.

## Biographie
Laure Sainclair est née le 24 mai 1972 à Rennes, en Bretagne.

### Carrière dans l'érotisme et la pornographie
D'abord mannequin, la future Laure Sainclair débute en posant dévêtue pour des magazines de charme. En 1993, elle rencontre lors du salon de l'érotisme de Rennes les actrices X Béatrice Valle et Julia Channel, qui l'incitent à se lancer dans les shows érotiques. Elle entame alors une carrière de stripteaseuse. Peu après, elle apparaît dans son premier film pornographique - Maud s'offre à toi !, pour la société Défi - qui lui laisse un mauvais souvenir : le film est en effet réalisé dans des conditions amateur, et elle doit tourner six scènes par jour sans discontinuer.
Elle rencontre ensuite le réalisateur de X Pascal Galbrun, originaire comme elle de Rennes, qui la présente à Marc Dorcel. Ce dernier la convainc de persévérer dans le métier:  elle tourne en 1995 Le Désir dans la peau, son premier film professionnel pour cet éditeur. Les films Dorcel lui donnent le rôle d'une fille BCBG très portée sur le sexe et la sodomie. Sa prestation dans La Princesse et la Pute est très remarquée en dépit de la brièveté de son apparition. Marc Dorcel fait d'elle sa principale vedette et lui propose un contrat d'exclusivité qui fait d'elle la première Dorcel Girl, c'est-à-dire l'« ambassadrice » de la marque Dorcel. Devenue l'actrice porno préférée des Français dans la seconde moitié des années 1990, elle se fait rapidement un nom dans le reste de l'Europe, et reçoit de nombreuses récompenses. En 1997, elle tourne dans son premier film américain, Sexe de feu, cœur de glace, aux côtés de Jenna Jameson : la star française y rencontre la star américaine du moment. Ses films distribués par Vivid et Wicked Pictures la font connaître aux États-Unis, d'autant qu'elle accepte de tourner des scènes de sodomie et de double pénétration.
En 1999, au terme de son contrat avec Dorcel, elle décide d'arrêter les tournages. Elle coupe alors les ponts avec le milieu pornographique et, par la suite, rejette totalement sa carrière X. En 2001, invitée de l'émission Tout le monde en parle, animée par Thierry Ardisson, l'ancienne vedette du porno déclare qu'elle a souffert physiquement et moralement lors des tournages. Elle tente par ailleurs de faire obstacle à la diffusion sur Internet des photos la représentant dans des films X : en 2002, la société AB Sat est condamnée à lui verser 6500 euros pour avoir publié sa photo à l'occasion de la diffusion d'un de ses films sur XXL.

### Après le X
Après s'être retirée de l'industrie pornographique, elle rencontre Hervé Le Bras, un producteur avec lequel elle effectue des spectacles de striptease, avant d'entamer une reconversion dans la musique. Son producteur devient son compagnon au cours de l'année 2000.
Elle tente sa chance en tant que chanteuse en interprétant en septembre 2000 une version française de Porque te vas : Pourquoi tu pars. Puis, en novembre 2001, elle sort une reprise de True intitulée Vous. Ces singles ne remportent cependant pas le succès escompté. En 2001, elle tient un rôle dans le film Philosophale, réalisé par Farid Fedjer ; l'année suivante, elle donne la réplique à Ticky Holgado dans Le Temps du RMI, un court-métrage du même réalisateur.
En juin 2004, elle porte plainte une première fois contre Hervé Le Bras pour violences conjugales et menaces de mort réitérées. Elle porte à nouveau plainte en août de la même année, lorsqu'une gifle lui perfore le tympan. Ils se séparent en 2005 : Laure accuse alors son compagnon de violences et d'un viol commis en novembre 2005 car elle avait tardé à signer des contrats d'engagement et d'exclusivité. En 2012, la cour d'assises de la Gironde acquitte Hervé Le Bras de l'accusation de viol mais le reconnait coupable des violences et le condamne à 18 mois de prison avec sursis. À l'occasion du procès, Laure Sainclair déclare vivre avec un homme handicapé avec lequel elle n'a pas de relation sexuelle.

## Filmographie sélective

### Érotique
- 1993-1998 : Sexy Zap (tv)
- 1995 : Aphrodisia (série tv) de Urs Buehler ... Karla (7 épisodes, 1996-1997)

### Films pornographiques
- 1995 : Maud s'offre à toi !, de Gérard Menoud (Défi)
- 1996 : Le Désir dans la peau, de Marc Dorcel
- 1996 : La Princesse et la Pute, de Marc Dorcel
- 1996 : L'Obsession de Laure  de Christophe Clark (Marc Dorcel)
- 1996 : L'Amour de Laure, de Christophe Clark (Marc Dorcel)
- 1996 : La Ruée vers Laure, de Didier Philippe-Gérard (Marc Dorcel)
- 1997 : La Fièvre de Laure, de Serge de Beaurivage (Marc Dorcel)
- 1997 : L'Héritage de Laure, de Christophe Clark (Marc Dorcel)
- 1997 : Les Nuits de la présidente, d'Alain Payet (Marc Dorcel)
- 1997 : Le Labyrinthe, d'Alain Payet (Marc Dorcel)
- 1997 : L'Indécente aux enfers, de Marc Dorcel
- 1997 : Journal d'une infirmière,  de Michel Barny  (Marc Dorcel)
- 1997 : Le Prix de la luxure (D'angelo/Dorcel/Wicked Pictures)
- 1997 : Sexe de feu, cœur de glace, (Wicked Weapon) de Brad Armstrong (Wicked Pictures)
- 1997 : Les Nuits de la présidente d'Alain Payet  (Marc Dorcel)
- 1998 : L'Empreinte du vice, de Marc Dorcel
- 1998 : Illusions, Alain Payet (Marc Dorcel)
- 1999 : Le Contrat des anges, de Marc Dorcel (Dorcel / Wicked Pictures)

### Films classiques
- 1998 : Déjà mort de Olivier Dahan : Actrice pornographique
- 1999 : Poker de charme (TV) de Jean-Marc Vasseur : Celia St. Jean
- 1999 : Quand on est amoureux c'est merveilleux (court-métrage) de Fabrice Du Welz : Rosa
- 2001 : Philosophale de Farid Fedjer
- 2002 : Le Temps du RMI (moyen-métrage) de Farid Fedjer
- 2002 : Diesel nostalgie (court-métrage) de Laurent Germain Maury : L'androïde

## Discographie
- 2001 : Vous
- 2001 : Pourquoi tu pars / Por Qué Te Vas
- 2004 : Besoin De Toi

## Récompenses
- 1996 : European X Award de la meilleure actrice française.
- 1996 : Hot d'or de la meilleure starlette européenne.
- 1997 : Hot d'or de la meilleure actrice européenne en 1997
- 1997 : Erotica Sex Praha Award de la meilleure actrice européenne en 1997
- 1998 : Eroticon Warsaw Award de la meilleure scène pour Journal d'une infirmière en 1998
- 1998 : Hot d'or de la meilleure actrice européenne en 1998
- 1998 : FICEB Award de la meilleure actrice européenne pour Les Nuits de la présidente en 1998
- 1999 : Hot d'or d'honneur en 1999